# Дмитриев, Николай Иванович (инженер)
Дмитриев Николай Иванович (1875 — ...) — инженер-технолог, кораблестроитель, видный организатор судостроения, коллежский советник, яхтсмен. Младший брат архитектора Александра Ивановича Дмитриева.

## Биография
Окончил Петербургский технологический институт. В начале XX в. Дмитриев совместно с В. В. Колпычевым изучил судостроительные заводы за границей и в России, в том числе николаевские, и написал фундаментальный труд по их реорганизации. Эта книга под названием «Судостроительные заводы и судостроение в России и за границей» была издана в 1909 в г. Петербурге. Морским министерством часть тиража книги была приобретена и разослана судостроительным заводам страны. В 1909 Дмитриев — инженер-механик Петербургского адмиралтейского завода. Заведующий судостроительным цехом.
По предложению А. Н. Крылова в 1909-11 после Каннегиссера занял пост директора Николаевских судостроительных заводов. В 1912—1916 директор завода «Руссуд» (ныне з-д им. 61 коммунара). С 1915 — директор-распорядитель треста «Наваль» — «Руссуд».
Организовал строительство нового здания яхт-клуба. На его средства сооружена верхняя мастерская с плазом для разбивки в натуральную величину чертежей судов; благодаря ему на месте пришедших в ветхость деревянных сараев появился каменный с площадкой на крыше. В строительстве участвовали члены яхт-клуба и матросы, лично вице-командор Д.[прояснить] Он был избран почётным членом яхт-клуба. В 1914 являлся председателем гоночной комиссии. Подарил яхт-клубу переходящие кубки имени Русского судостроительного общества («Руссуд») и Николаевских заводов и верфей.
Один из наиболее подготовленных специалистов того времени, он сумел в короткий срок почти полностью заменить иностранных специалистов отечественными. Сохранились оперативные графики, подтверждающие деятельность Дмитриева и В. П. Костенко по ускорению темпов реконструкции и расширения мощностей завода. Они лично занимались выбором и приобретением технологического и подъемно-транспортного оборудования. Некоторые образцы используются и в настоящее время. За простоту в обращении, деловитость и компетентность Дмитриев заслужил на заводе всеобщее уважение. Под его руководством строились легкие крейсера типа «Адмирал Нахимов», эскадренные миноносцы «Громкий», «Поспешный», уникальный плавучий док грузоподъемностью 30 000 т. При нём в Серебряном доке завода «Руссуд» построено 4 крупных Подводных лодок типа «Орлан», собирались подводные лодки типа АГ; построено 50 самоходных десантных барж, в 1916 — 30 десантных судов типа «Эльпидифор», достраивался линейный корабль «Император Александр III» типа «Императрица Мария».
После Октябрьской революции Дмитриев эмигрировал во Францию. В 1920 участвовал в Париже в работе Российского торгово-промышленного и финансового союза. Некоторое время Дмитриев работал директором небольшого завода по изготовлению радиаторов парового и водяного отопления. Во второй половине 1920-х занял должность помощника директора верфи «Шантье наваль франсе» (Chantiers Navals Francais) в нормандском городе Кан, на котором по заказу Советского правительства и под наблюдением А. Н. Крылова в 1928—1929 гг. были построены два самых больших в то время нефтеналивных танкера «Советская нефть» и «Нефтесиндикат СССР».
Советский Союз приглашал вернуться Николая Ивановича в страну. Но, как пишет А. Н. Крылов : «почему-то не сошлись в условиях; он требовал большей самостоятельности, чем ему могли предоставить».
Во время Второй мировой войны специализировался на подъёме затонувших судов. Выступал с докладами по вопросам судостроения в Союзе русских инженеров (1935), Союзе русских дипломированных инженеров (1946).

## Сочинения
- Н. И. Дмитриев, В. В. Колпычев. Судостроительные заводы и судостроение в России и за границей. — СПб., 1909.